# 川島バイパス
川島バイパス（かわじまバイパス）とは、埼玉県比企郡川島町の国道254号落合橋付近から、東松山市環境センター入口交差点に至る国道254号のバイパス道路である。
現在旧道は国道から降格し、県道（埼玉県道76号鴻巣川島線や埼玉県道269号上伊草坂戸線など）になっている。川島町大字中山、町立西中学校付近に首都圏中央連絡自動車道の川島インターチェンジが接続されている。

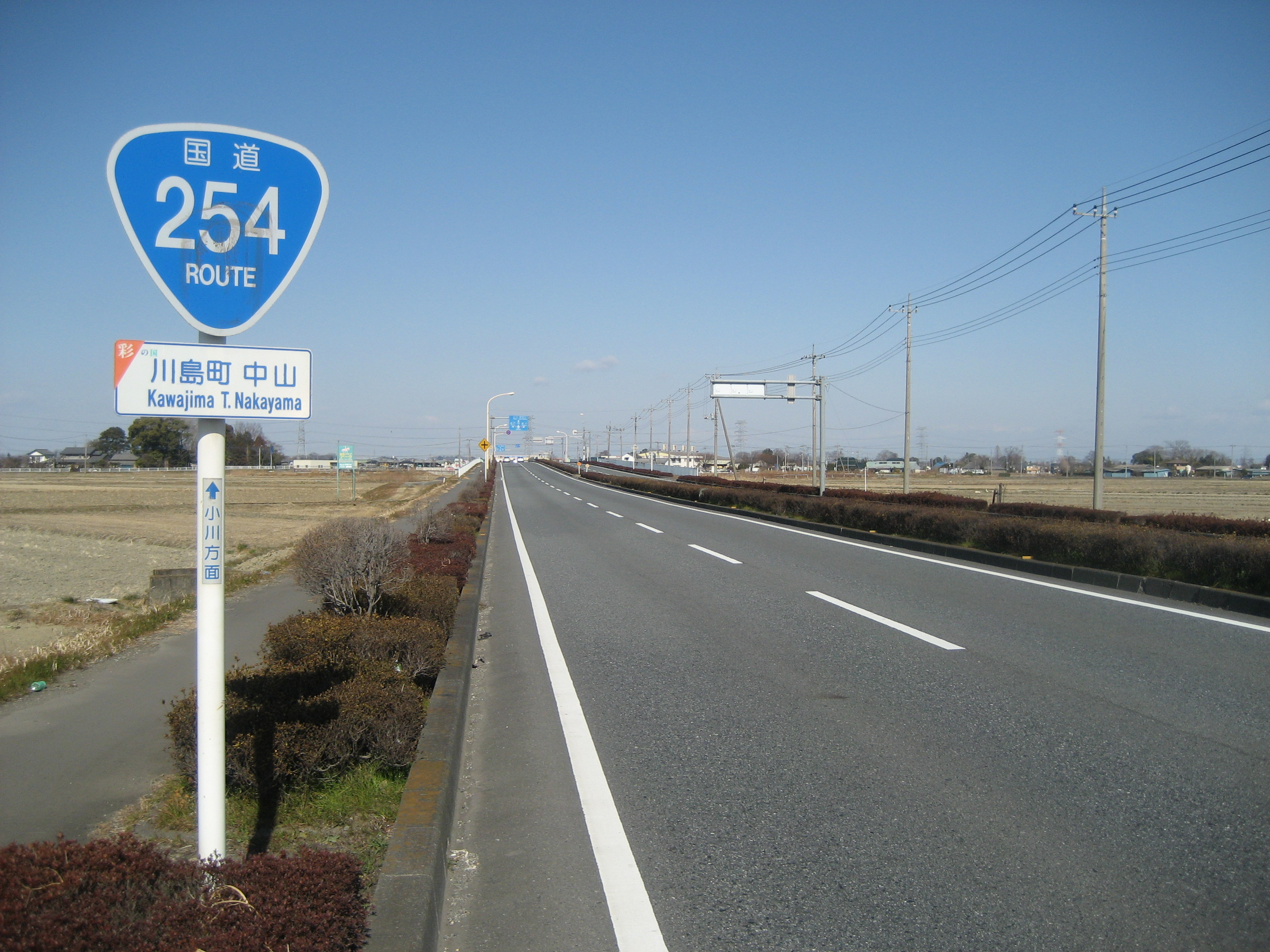
川島町中山

## 歴史
- 1986年（昭和61年）11月 - 開通。

## 地理

### 通過する自治体
- 埼玉県
  - 比企郡川島町
  - 東松山市

### 交差する道路
| 交差する道路              | 交差する道路              | 交差点名         | 所在地   | 所在地   | 最高速度 (km/h) |
| ------------------------- | ------------------------- | ---------------- | -------- | -------- | --------------- |
| 国道254号 池袋・川越方面  |                           |                  |          |          |                 |
| 埼玉県道76号鴻巣川島線    |                           | 落合橋北詰       | 川島町   | 伊草     | 法定速度        |
| 埼玉県道76号鴻巣川島線    | 埼玉県道76号鴻巣川島線    | 上伊草           | 川島町   | 上伊草   | 法定速度        |
| C4 首都圏中央連絡自動車道 | C4 首都圏中央連絡自動車道 | 川島IC           | 川島町   | かわじま | 法定速度        |
| 埼玉県道74号日高川島線    | 埼玉県道74号日高川島線    | 南園部           | 川島町   | 南園部   | 法定速度        |
|                           |                           | 環境センター入口 | 東松山市 | 古凍     | 法定速度        |
| 国道254号 小川・嵐山方面  |                           |                  |          |          |                 |

### 沿線の施設
- 山田うどん（川島店）
- カインズホーム（川島インター店）
- ベイシア（川島インター店）
- 関東総合輸送

## ギャラリー

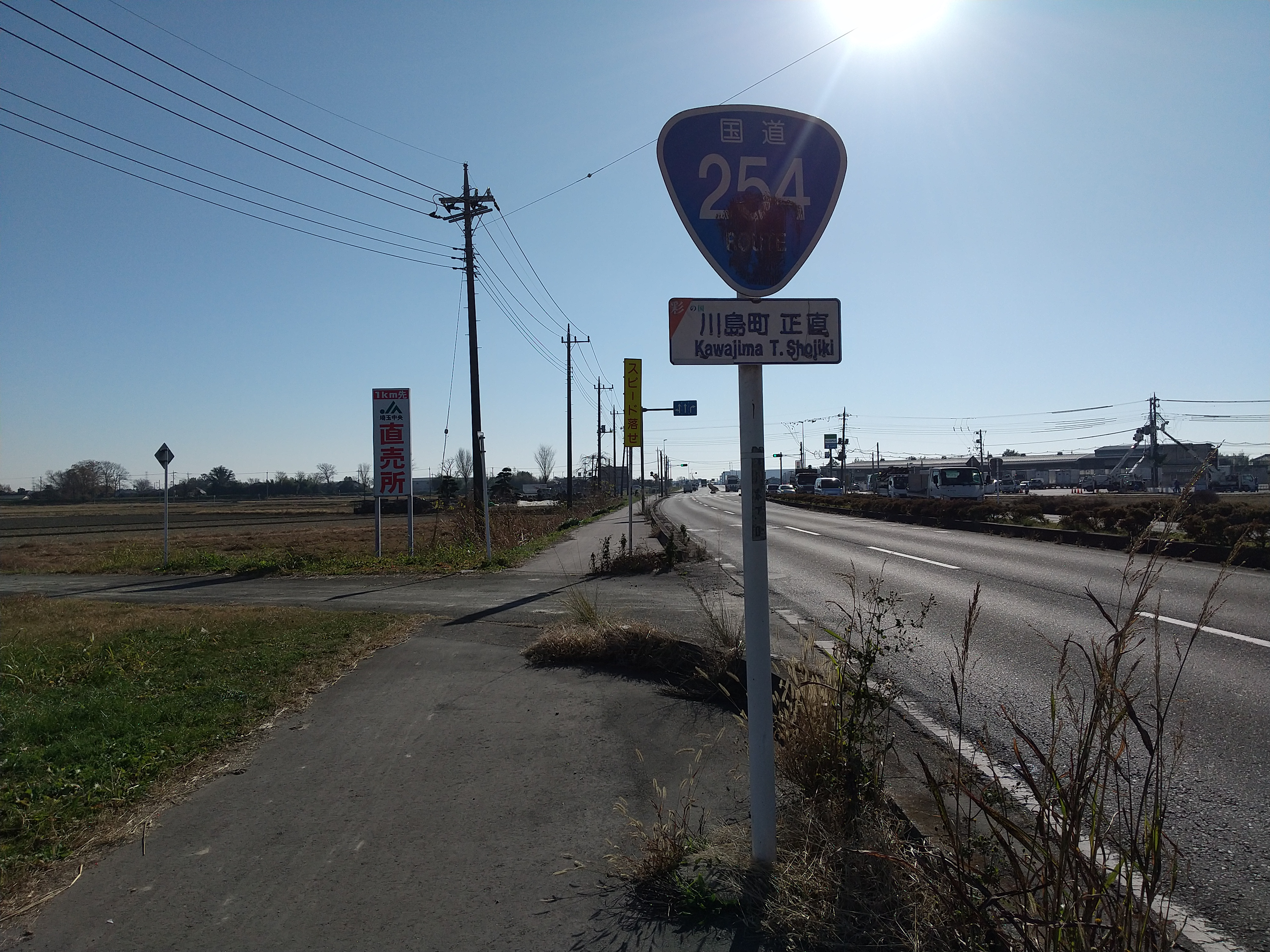
川島町正直付近

## 接続するバイパスの位置関係
（東京方面）川越バイパス - 川島バイパス - 東松山バイパス（松本方面）